# Derek Ennett
Derek Ennett (Castletown, 31 de diciembre de 1931 - Belfast, 5 de octubre de 1956) fue un piloto de motociclismo británico que compitió en el Campeonato del Mundo de Motociclismo, desde 1955 hasta su muerte en 1956.

## Biografía
Derek Ennett debutó en 1951 en la carrera junior de 500 cc del Gran Premio de Manx con una BSA Gold Star. En 1952 comenzó con una Matchless G3 en el Clubmans Junior TT y con una Matchless G80 en el Clubmans Senior TT. En ninguna de estas carreras llegó a la meta. En otoño de 1952, terminó quinto en la MGP Senior Race y cuarto en la Junior Race. En 1953 volvió a retirarse de la Junior Race del MGP, pero en la Senior Race se convirtió en el mejor piloto con el nuevo Matchless G45 con un tercer puesto.
En 1954 ganó la carrera de 350cc del North West 200 y la Carrera Junior del MGP con una AJS 7R y ascendió a las clases superiores de la TT Isla de Man. Anotó su primer punto en el Campeonato del Mundo de Motociclismo en 350 cc y ganó la primera edición del Southern 100. En 1956 volvió a quedar sexto en el Senior TT y segundo en el Junior TT, ganando la carrera de 350cc de la North West 200.
Partió el jueves 9 de agosto de 1956 empleado por Moto Guzzi en la carrera de 350cc del Gran Premio de Úlster, pero en esa carrera cayó el giro en S, golpeó primero con un terraplén y luego contra un poste de telégrafo, en el que perdió la vida. Fue su primera carrera con una moto Guzzi Monocilindrica 350. Derek Ennett fue enterrado en Malew Churchyard, justo al norte de su ciudad natal de Castletown y adyacente al Circuito Billown.

## Resultados

### Campeonato Mundial de Motociclismo
(Clave) (negrita indica pole position) (cursiva indica vuelta rápida)
| Año  | Cilindrada | Equipo | 1     | 2     | 3     | 4     | 5           | 6     | 7     | 8     | Puntos | Pos. |
| ---- | ---------- | ------ | ----- | ----- | ----- | ----- | ----------- | ----- | ----- | ----- | ------ | ---- |
| 1955 | 350cc      | AJS    |       | FRA - | IOM 7 | GER - | BEL -       | NED - | ULS - | NAT - | 0      | -    |
| 1955 | 500cc      | AJS    | ESP - | FRA - | IOM 6 | GER - | BEL -       | NED - | ULS - | NAT - | 1      | 29.º |
| 1956 | 350cc      | AJS    | IOM 2 | NED - | BEL - | GER - | ULS Ret (†) | NAT - |       |       | 4      | 9.º  |
| 1956 | 500cc      | Norton | IOM 6 | NED - | BEL - | GER - | ULS -       | NAT - |       |       | 1      | 21.º |